# Lisette van de Ven
Elisabeth Francisca Maria (Lisette) van de Ven (Deventer, 7 augustus 1969) is een voormalig beachvolleyballer uit Nederland. Ze nam eenmaal deel aan de Olympische Spelen en werd drie keer Nederlands kampioen.

## Carrière
Van de Ven begon haar internationale beachvolleybalcarrière in 1994 toen ze met Debora Schoon-Kadijk in Osaka in de FIVB World Tour debuteerde. Bovendien won het duo – dat tot en met 1996 samen zou spelen – de Nederlandse titel ten koste van Heleen en Lilian Crielaard. Het seizoen daarop namen de twee deel aan tien internationale toernooien met een negende plaats in Espinho als beste resultaat. Ze prolongeerden hun nationale titel tegen Claire Peterson en Masha van Wijnen. In 1996 werden ze voor derde keer op rij Nederlands kampioen door Heleen Crielaard en Judith Drenth in de finale te verslaan. Internationaal speelden ze drie wedstrijden in de World Tour en deden ze in Atlanta mee aan het eerste olympische beachvolleybaltoernooi. Daar verloren ze de eerste wedstrijd van de Amerikaansen Gail Castro en Debra Richardson waarna ze in de herkansing werden uitgeschakeld door het Britse duo Audrey Cooper en Amanda Glover. De Spelen waren tevens Van de Vens laatste internationale optreden; van 1997 tot en met 2000 won ze met Pauline Maurice nog driemaal zilver en eenmaal brons bij de NK.

## Palmares
Kampioenschappen
- 1994:  NK
- 1995:  NK
- 1996:  NK
- 1997:  NK
- 1998:  NK
- 1999:  NK
- 2000:  NK